# Люклян Богдан Йосипович
Богдан Йосипович Люкля́н (3 листопада 1957, Красноярськ — 2015) — український скульптор; член Спілки радянських художників України з 1989 року.

## Біографія
Народився 3 листопада 1957 року в місті Красноярську (нині Росія). Онук різьбяра Лева Люкляна. 1984 року закінчив Київський художній інститут, де навчався у Валентина Борисенка, Макара Вронського, Володимира Чепелика.
Мешкав у Сумах в будинку на вулиці Черепіна, № 76, квартира № 47. Помер у 2015 році.

## Творчість
Працював у галузях станкової і монументальної скульптури, створював станкові скульптурні композиції, меморіальні дошки, портрети, використовуючи бронзу, шамот, алюміній. Серед робіт:
станкова скульптура
- «Очікування» (1986);
- «Ярославна» (1986)[3];
- «Роздуми про майбутнє» (1990)[3];
- «Автопортрет у двох іпостасях» (1990, шамот);
- «Феофан Грек» (1990);
- «Релікт» (1990);
- «Голгофа» (1993);
- «Я не вмію вже літати» (1994);
- «Той, хто витесав хрест для Вчителя» (1995);
- «Політ Маргарити» (1995, бронза);
- «Летючий Голландець» (2005);
- «Похорон Ісуса» (2005);
- «Іван Багряний» (2007);
- «Г. Кіндратів» (2009);
- «Вітебський сонет (Пам'яті Марка Шагала)» (2010, бронза).

монументальні роботи
- меморіальна дошка Івану Пулюю та Пантелеймону Кулішу у Відні (початок 1990-х);
- пам'ятник-меморіал співробітникам міліції, які загинули під час виконання службових обов'язків у Сумах (2004)[2];
- скульптура «Веселий сумчанин» у Сумах (1 вересня 2012)[2].

Брав участь в обласних та всеукраїнських мистецьких виставках з 1985 року. Персональні виставки відбулися у Сумах 1995 року та Івано-Франківську 1997 року.
Роботи майстра зберігаються в Івано-Франківському краєзнавчому музеї, Лебединському міському художньому музеї, Сумському обласному художньому музеї імені Никанора Онацького, приватних колекціях України та Західної Європи.
Також автор акварельних та живописних картин.